# Zale lucimargo
Zale lucimargo är en fjärilsart som beskrevs av Walker 1869. Zale lucimargo ingår i släktet Zale och familjen nattflyn. Inga underarter finns listade i Catalogue of Life.